# Tumlehed
Tumlehed est une localité de Suède située dans la commune de Göteborg du comté de Västra Götaland. Elle couvre une superficie de 0,38 km2. En 2010, elle compte 475 habitants.